# Renato Cárdenas
Renato Miguel Cárdenas Álvarez (Calen, Dalcahue, 2 de agosto de 1949 - Ancud, 14 de abril de 2022), fue un profesor, escritor, historiador y poeta chileno, siendo un connotado investigador y difusor de la cultura del archipiélago de Chiloé.
Su carrera profesional se extendió por casi cinco décadas, tiempo en el cual escribió más de una veintena de obras relacionadas con el archipiélago en ámbitos la literatura, lingüística, historia, etnografía, religión y gastronomía. Junto con el poeta chilote Carlos Trujillo, fundó el taller Aumen, uno de los primeros movimientos literarios posterior al golpe de Estado de 1973 y considerado como el más importante en la historia de Chiloé. Su labor también abarcó la producción audiovisual, ya que trabajó en programas documentales como Al sur del mundo y Frutos del país. 
Por su «destacada trayectoria» y «sólida labor» de estudio, difusión y su compromiso con la cultura de todo Chiloé, en 2020 fue reconocido por el Ministerio de las Culturas, las Artes y el Patrimonio con el Premio Nacional a la Trayectoria en Cultura Tradicional Margot Loyola Palacios.

## Biografía
Nació en la localidad costera de Calen, comuna de Dalcahue. Durante su adolescencia estudió en el Colegio San Francisco Javier de Puerto Montt; posteriormente estudió pedagogía en Castellano en la Universidad de Chile y la Escuela de Bellas Artes en Valparaíso. Militante de las Juventudes Comunistas, tras el golpe de Estado del 11 de septiembre de 1973 fue detenido en Valparaíso y trasladado al campamento de prisioneros de Pisagua, en el norte de Chile, del cual sería liberado un mes después. Luego de esta experiencia, y ante la posibilidad de optar por el exilio, decidió quedarse en Chiloé, iniciando así, por la costa de Dalcahue, su estudio del folclore del archipiélago.
En 1974, en el Liceo Politécnico de Castro, conoció al escritor chilote Carlos Trujillo, con quien al año siguiente fundó el movimiento cultural Aumen, considerado por diversos investigadores como uno de los primeros grupos literarios creados con posterioridad al golpe de Estado de 1973, y a su vez reconocido como «el movimiento cultural más importante que haya existido en la isla de Chiloé» y como uno de los tres proyectos de escritura etnocultural presentes en la poesía chilena.
Entre sus obras más reconocidas están Décimas y corridos de Chiloé (1977), Apuntes para un diccionario de Chiloé (1978, en coautoría con Carlos Trujillo), Caguach, Isla de la devoción. Religiosidad popular de Chiloé (1986, también en coautoría con Carlos Trujillo) y Diccionario de la lengua y de la cultura de Chiloé (1994).
A comienzos de los años 80 estudió comunicaciones en la Universidad de Londres, en Inglaterra, tras lo cual regresó a Chile en 1982. A su regreso al archipiélago integró el Comité de Defensa de los Derechos del Pueblo (Codepu) de Castro. En esos años la sede de Codepu estaba abierta a diversas organizaciones —como estudiantes, cesantes y expresos políticos—, realizaba peñas folclóricas de forma permanente y también publicaba el diario La matraca, en el cual se denunciaban las violaciones de los derechos humanos cometidos por la dictadura militar de Augusto Pinochet. En la Nochebuena de 1984 fue detenido luego que, según declaró en una entrevista, lo denunciaran por hacer, en privado, un comentario sarcástico sobre la Junta de Gobierno. Tras pasar cinco días detenido en el cuartel de la Policía de Investigaciones en Puerto Montt, fue relegado a Quillagua, donde permaneció hasta marzo de 1985.
En 1988 se integró al equipo del programa documental Al sur del mundo, donde estuvo más de una década como asesor, investigador y/o realizador. Posteriormente, en el año 2004 se integró al equipo de Frutos del país, también en calidad de asesor, guionista, conductor y/o director. De igual manera también trabajó en la producción de numerosas obras audiovisuales de Chile y del extranjero.
Además de su trabajo como investigador, fue académico correspondiente en Chiloé para la Academia Chilena de la Lengua y creador y director académico del Archivo Bibliográfico y Documental de Chiloé. También fue consejero regional en la Región de Los Lagos del Consejo Nacional de la Cultura y las Artes y miembro del Comité Asesor en Patrimonio Cultural Inmaterial del Ministerio de las Culturas, las Artes y el Patrimonio.
En 1998 fue reconocido por la Municipalidad de Castro con el Premio Chiloé de Extensión Cultural, mientras que en 2020 el Ministerio de las Culturas le otorgó el Premio Nacional a la Trayectoria en Cultura Tradicional Margot Loyola Palacios,  por su «destacada trayectoria en el estudio, difusión y compromiso con la cultura chilota.
Falleció de cáncer a los 72 años en la ciudad de Ancud el 14 de abril de 2022 —pocas semanas después de la presentación de La comarca encantada, su último libro — y sus restos fueron sepultados en su natal Calen. Tras su muerte, la Delegación Presidencial Regional de Los Lagos decretó cuatro días de duelo, mientras que los municipios de Castro y Dalcahue anunciaron tres días de duelo comunal. A su vez, numerosas figuras de las artes, la academia y la política a nivel local y nacional  —entre ellas la ministra de las Culturas Julieta Brodsky, el artista visual Antonio Becerro, el escritor Edmundo Moure, el poeta y escritor Carlos Trujillo, el cantautor Nano Stern, el documentalista Francisco Gedda, el director de cine Silvio Caiozzi y el músico Mauricio Redolés— destacaron su extensa trayectoria, legado y permanente compromiso con el archipiélago de Chiloé.

## Obras

### Literatura
- Cuatro poetas en Chiloé (1976), en coautoría con Sergio Mansilla, José M. Memet y Carlos Trujillo.
- Décimas y corridos de Chiloé (1977).
- Underground, (Poemas) (1980).
- Poemas para mirar (1981).
- Poemas para enamorar a una muchacha (1991).
- Los Palafitos y La Fábrica. Teatro para ser representado (1988).

### Lingüística
- Apuntes para un diccionario de Chiloé (1978), en coautoría con Carlos Trujillo.
- Diccionario de la lengua y de la cultura de Chiloé (1994).
- Guía de lectura sostenida. Liceo Politécnico (1999).
- Collags, poesía mapuche de Chiloé. Aproximaciones socioculturales a una compilación de poesía veliche hecha por Elias Necul de Caguach en 1887 (2008), en coautoría con Jorge O. Vásquez V.
- Diccionario Chilote Mapuche. Léxico chilote de Llanquihue, Palena y Chiloé originado en el mapudungun (2017)

### Historia y etnografía
- Manual del pensamiento mágico y la creencia popular (1985).
- Caguach, Isla de la devoción. Religiosidad popular de Chiloé (1986), en coautoría con Carlos Trujillo.
- Los chono y los veliche de Chiloé (1991), en coautoría con Catherine Hall y Dante Montiel.
- Agenda cultural de Chiloé [1988-2003]
- El libro de los lugares de Chiloé (1997).
- El libro de la mitología de Chiloé (1998).
- Pilares de la evangelización (2000).
- Materiales de la cultura chilota (2001).
- Mitos, leyendas y casos para radioteatro (2002).
- La papa, patrimonio de la humanidad (2003).
- Puerto Montt (Historia e imagen) (2003).
- Botánica de la cotidianidad (2006), en coautoría con la botánica Carolina Villagrán Moraga.
- Chiloé contado desde la cocina (2008), en coautoría con Lorna Muñoz Arias.
- La comarca encantada (2021)

## Premios y reconocimientos
- Premio Chiloé de Extensión Cultural 1998, de la Municipalidad de Castro.
- Premio Maestro de Maestros 1999 de la Academia Binacional de Folklore Chileno-Argentino.[27]
- Premio Nacional a la Trayectoria en Cultura Tradicional Margot Loyola Palacios 2020, del Ministerio de las Culturas, las Artes y el Patrimonio.[3][27]
- Premio al Artista Regional de Trayectoria 2021, de la Seremi de las Culturas, las Artes y el Patrimonio de la Región de Los Lagos.[28]